# Petrova Ravan
Petrova Ravan (cyr. Петрова Раван) – wieś w Czarnogórze, w gminie Kolašin. W 2011 roku liczyła 34 mieszkańców.